# Quieto
Tito Fúlvio Júnio Quieto (em latim: Titus Fulvius Iunius Quietus) foi um usurpador romano contra o imperador Galiano (r. 253–268), juntamente com seu pai Macriano Maior e seu irmão Macriano Menor. Aparece no fim do reinado de Valeriano (r. 253–260), quando supostamente servia como tribuno militar. Em 260, quando Valeriano foi capturado pelo xá Sapor I (r. 240–270) na Batalha de Edessa, Macriano foi escolhido pelo exército para tornar-se imperador, mas decidiu proclamar seus filhos em 17 de setembro. Moedas foram cunhadas em seus nomes e foram nomeados cônsules. Quieto permaneceu no Oriente a fim de consolidar seu poder, mas logo foi morto pelo palmireno Odenato, os habitantes de Emessa ou mesmo pelo seu general Balista.

## História
Quieto era o filho mais jovem de Macriano Maior e irmão de Macriano Menor; a História Augusta alude a certo descendente, chamado Cornélio Macro, cuja existência é questionada. As origens de sua família são incertas, inclusive sua mãe. Seu pai pode ter se casado com uma mulher de origem nobre, talvez chamada Júnia. Segundo a História Augusta, iniciou sua carreira no reinado do imperador Valeriano (r. 253–260) como tribuno militar. Em 260, Valeriano foi preso pelo xá Sapor I (r. 240–270) na Batalha de Edessa e, diante da ameaça ainda iminente dos persas, o exército decidiu nomear seu novo imperador; nesse momento Galiano (r. 253–268), filho de Valeriano, já era imperador. A púrpura foi oferecida a Macriano Maior, mas ele proclamou seus filhos em 17 de setembro. Macriano era chefe do tesouro de Valeriano, o que lhe permitiu cunhar moedas em nome deles, enquanto o prefeito Balista derrotou os invasores, o que ajudou a legitimar a usurpação. Além disso, Macriano Menor e Quieto foram nomeados cônsules.
O regime deles foi reconhecido no Oriente e Egito, uma vez que suas moedas foram emitidas em Alexandria. Pouco depois, Macriano Maior e Macriano Menor marcharam ao Ocidente para enfrentar Galiano, enquanto Quieto e Balista ficaram no Oriente para consolidar sua autoridade. No outono de 261, Macriano Maior e Macriano Menor foram derrotados na Ilíria, Quieto perdeu seu poder no Oriente e Odenato de Palmira tornou-se proeminente. Balista e Quieto fugiram para Emessa, onde foram supostamente mortos pelos locais; em outra versão, foram cercados e mortos por Odenato. Numa terceira versão, tida como improvável por basear-se no relato da História Augusta, Balista matou Quieto e declarou-se imperador apenas para ser morto.

## Numismática

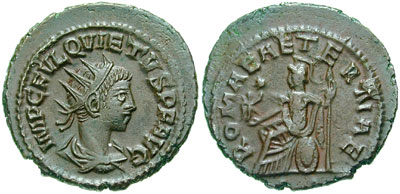
Antoniniano de Quieto

Quando Quieto e Macriano foram proclamados imperadores, áureos e antoninianos de bilhão e asses foram cunhados em seu nome. Suas moedas foram cunhadas em Alexandria e em duas casas das moedas no Oriente, uma principal, cujas moedas tinham um estilo superior, e outra com moedas com estilo mais cru. A localização exata das casas da moeda do Oriente é desconhecida, mas se pensa que fossem Antioquia e Emessa. Algumas das moedas portam no reverso as legendas fides militum ("soldados fiéis"), fortuna redux ("Fortuna que retorna"), marti propugnatori ("propugnadores de Marte"), soli invicto (para Sol Invicto), victoria augg (Vitória dos Augustos), em honra ao exército e proclamando a confiança na vitória. Noutras, se proclama o começo de um novo e próspero reinado no Império Romano: romae aeternae (de Roma Eterna), spes publica (esperança pública), aequitas augg. (equidade dos Augustos), indugentiae aug (indulgências do Augusto) e pietas aug. (piedade do Augusto).